# Abba transversa
Abba transversa — вид аранеоморфних павуків родини павуків-колопрядів (Araneidae). Єдиний у роді Abba (рід названо на честь шведського музичного гурту ABBA).

## Поширення
Ендемік Австралії. Поширений у штатах Квінсленд та Новий Південний Уельс. Мешкає в підліску та узліссі відкритих лісів.

## Опис
Невеликий павук. Тіло у самців завдовжки 3,0-3,5 мм, у самиць - 4,0-4,5 мм. Забарвлення жовтувато-коричневе. Поверхня тіла не вкрите волосками. Передні серединні очі найбільші, ряд задніх очей злегка вигнутий, бічні очі майже стикаються.